# Ruda Maleniecka (gemeente)
De gemeente Ruda Maleniecka is een landgemeente in het Poolse woiwodschap Święty Krzyż, in powiat Konecki.
De zetel van de gemeente is in Ruda Maleniecka.
Op 30 juni 2004 telde de gemeente 3390 inwoners.

## Oppervlakte gegevens
In 2002 bedroeg de totale oppervlakte van gemeente Ruda Maleniecka 110,03 km², waarvan:
- agrarisch gebied: 38%
- bossen: 52%

De gemeente beslaat 9,65% van de totale oppervlakte van de powiat.

## Demografie
Stand op 30 juni 2004:
| Omschrijving                   | Totaal | Totaal | Vrouwen | Vrouwen | Mannen | Mannen |
| ------------------------------ | ------ | ------ | ------- | ------- | ------ | ------ |
| eenheid                        | aantal | %      | aantal  | %       | aantal | %      |
| inwoners                       | 3390   | 100    | 1751    | 51,7    | 1639   | 48,3   |
| bevolkingsdichtheid (inw./km²) | 30,8   | 30,8   | 15,9    | 15,9    | 14,9   | 14,9   |

In 2002 bedroeg het gemiddelde inkomen per inwoner 1697,83 zł.

## Administratieve plaatsen (sołectwo)
Dęba, Dęba-Kolonia, Cieklińsko, Cis, Hucisko, Koliszowy, Kołoniec, Lipa, Machory, Maleniec, Młotkowice, Ruda Maleniecka, Strzęboszów, Szkucin, Tama, Wyszyna Fałkowska, Wyszyna Machorowska, Wyszyna Rudzka

## Aangrenzende gemeenten
Fałków, Końskie, Radoszyce, Słupia (Konecka), Żarnów